# Puzzle Chronicles
Puzzle Chronicles — компьютерная игра-головоломка с ролевыми элементами, разработанная Infinite Interactive и изданная Konami в 2010 году для платформ PlayStation Portable, Nintendo DS, Microsoft Windows, Xbox 360 и PlayStation 3.
Игровой процесс Puzzle Chronicles комбинирует в себе элементы ролевой игры и головоломки, в основе которой лежит группирование вместе одинаковых элементов. Игра заключается в исследовании мира и продвижении по сюжету, а сражения с противниками и многие другие механики взаимодействия с игрой представляют собой различные головоломки. Действие игры происходит в вымышленной вселенной Warlords. Игра повествует о варваре, чьё племя было похищено и превращено в рабов. Герой должен освободить свой народ, сражаясь с различными врагами.
Игра получила смешанные отзывы игровой прессы. Основной критике подверглась графическая составляющая и сюжет. Игровой процесс критики называли как затягивающим и разнообразным, так и скучным, вторичным и проигрывающим другим представителям жанра, таким как Might & Magic: Clash of Heroes и созданными самими Infinite Interactive играм серии Puzzle Quest.

## Игровой процесс

Экран сражения в версии для Windows. Верхняя часть показывает анимации сражающихся персонажей, а в нижней находится разделённое на две половины игровое поле

Игрок управляет героем, который путешествует по игровому миру, выполняет задания, сражается с противниками, взаимодействует с персонажами и игровыми объектами. Сражения в игре представляют собой игру-головоломку, основанную группировании вместе падающих элементов. Экран сражения разделен на две части по горизонтали — верхняя часть показывает анимации сражающихся персонажей, а в нижней находится разделённое посередине мечом прямоугольное поле, на которое с двух сторон падают разноцветные камни группами по три. Игрок может вращать эти группы, пока они находятся в падении и отправлять их в нужном направлении. В игре есть несколько видов камней, каждый из которых может быть окрашенный в один из четырёх цветов: жёлтый, синий, зелёный и красный. Помимо простых камней, в падающих группах встречаются особые предметы: «камни битвы», «камни гнева», и камни, увеличивающие силу других камней. Кроме разноцветных камней есть так же камень-джокер, способный трансформироваться в цвета прилегающих к нему камней. От игрока требуется группировать вместе камни одинакового цвета и уничтожать их с помощью «камней битвы». Уничтоженные простые камни дают энергию для специальных умений, а «камни гнева» повышают «уровень гнева», необходимый для нанесения урона противнику. Каждая успешно проведённая атака смещает разделяющий поле меч в сторону противника, тем самым увеличивая поле игрока и уменьшая поле его оппонента. Когда у одного из игроков заканчивается место для новых камней, битва заканчивается.
Персонаж может носить с собой предметы, такие как мечи и щиты. Предметы дают игроку особые умения, которые могут повлиять на исход сражения. Для применения таких умений необходимо собрать из камней одинакового цвета квадрат размером 2x2 элемента. Сгруппированные таким образом камни превращаются в «камень силы», занимающий четыре клетки. Уничтожение такого камня вызывает эффект соответствующего ему предмета. Если при создании «камня силы» были использованы особые объекты, такие как «камни гнева», то их эффекты немедленно применяются как при обычном уничтожении с помощью «камня битвы».
Персонаж растет в уровне и способен выучивать индивидуальные умения. У него также есть боевой зверь, у которого тоже повышается уровень в результате тренировок представляющих собой мини-игру на прямоугольном поле, основанную на механике три в ряд. Сверху поля падают группы предметов, каждая из которых целиком занимает один горизонтальный ряд, а игрок может сдвигать предметы влево и вправо. Группированный вместе предметы в количестве четырёх и более исчезают с поля. Игра заканчивается, когда скопившиеся предметы на поля достигают его верхнего края. Тренировки возможны только в специально отведенных для этого локациях, каждая из которых позволяет тренировать зверя только до определённого уровня.
Помимо тренировки зверя, в Puzzle Chronicles есть ещё три мини-игры также основанные на группировании четырёх или более элементов: для выучивания героем нового умения необходимо группировать элементы одного цвета, для поиска сокровищ — элементы определённого цвета, для взлома подземелий — элементы разных цветов в определённом порядке группировка четырёх и более элементов поиска сокровищ, а для крафта предметов — элементы, появляющиеся на поле блоками 3x3.

## Сюжет

Экран передвижения по миру. Герой идёт в башню Морганы

События игры происходят во вселенной Warlords. Сюжет начинается в долине Разбитых черепов (англ. Valley of Shattered Sculls) на которой проживает Девять племён. Главный герой — молодой воин из племени Когари. В день его совершеннолетия на деревню нападают работорговцы под командованием человека в шлеме с рогами и уводят всё племя в рабство. Главный герой оказывается на рынке работорговцев, где на аукционе его покупает волшебница Моргана за 100 золотых и даёт ему свободу. Протагонист отправляется в башню Морганы чтобы с ней встретиться и узнать зачем она его освободила. Волшебница предлагает ему помощь в освобождении соплеменников и мести работорговцам в обмен на услугу в будущем, но не говорит в чём услуга будет заключаться. Герой соглашается на предложение Морганы.
Герой спасает свою соплеменницу Элию (англ. Elea) из заточения в подземелье. Вместе они обнаруживают в древних руинах гобелен, из которого узнают, что предводитель работорговцев на самом деле демон. Герой и Элия отправляются в крепость короля работорговцев, который им рассказывает, что служит этому демону. Победив короля, протагонист ворует корабль из порта и отправляется на нём в империю Ашурин (англ. Ashurin), куда были угнаны в рабство оставшиеся члены племени. В ходе своих путешествий герои встречают женщину-змею по имени Ирики (англ. Iriki), которая рассказывает им, что демон — это сам император Ашурина. После этого герой возвращается в родную долину, где собирает армию девяти племён и отражает наступление империи. Вместе с лучшими воинами он атакует страну Даэдрис (англ. Daedris), союзников Ашурина. Победив их короля гиганта Арокка (англ. Arokk) в дуэли, герой становится королём Даэдрис.
Вместе с объединённой армией племён герой штурмует Ашурин. По совету Морганы он отправляется к волшебникам, чтобы узнать имя демона. Волшебники говорят ему, что демона зовут Малведор (англ. Malvedor), но также рассказывают, что его призвала Моргана много лет назад, но потеряла над ним контроль. За это она была ими изгнана. После этого Моргана посылает протагониста к колдунье Халгрим (англ. Halgrim), чтобы узнать у неё секретный проход в дворец императора. Она рассказывает герою, что Моргана украла у народа Халгрим чёрный рубин, чтобы похищать с помощью него души. Проникнув в дворец, протагонист видит, что у его соплеменников похищены души, и делает вывод, что демон украл чёрный рубин у Морганы. Герой побеждает Малведора и становится императором Ашурина. Моргана появляется перед ним и просит отдать ей чёрный рубин по условиям их изначального договора. Герой уничтожает рубин и изгоняет Моргану из своей империи.

## Разработка и выпуск

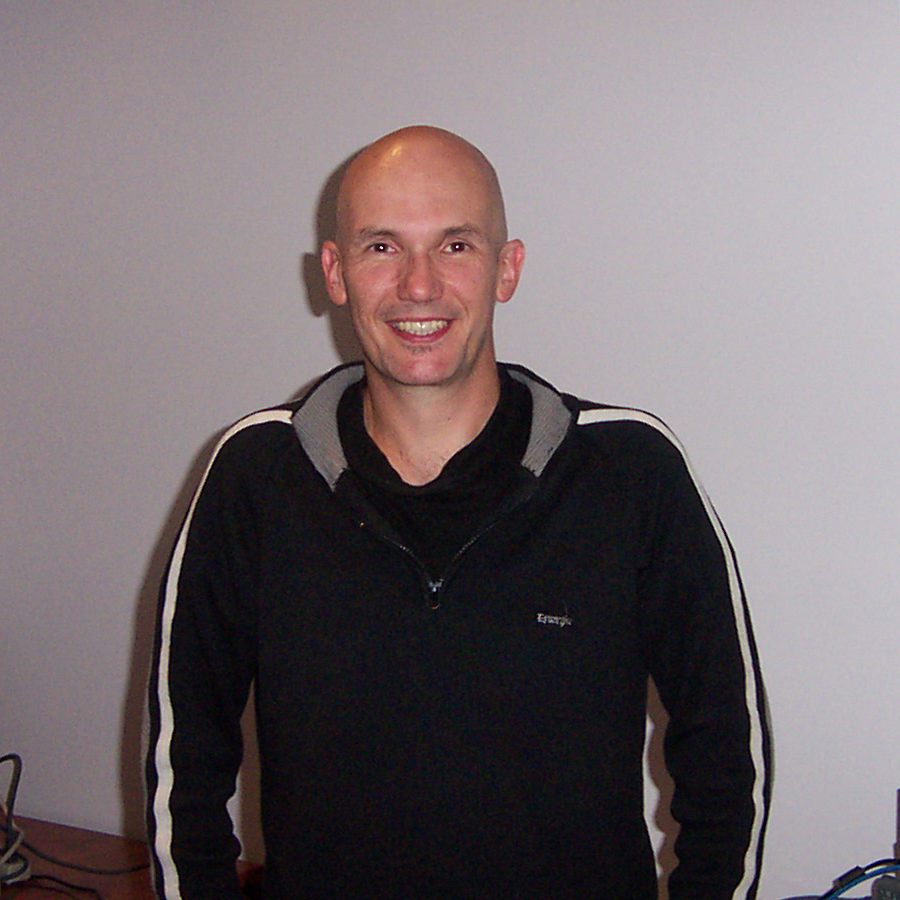
Президент Infinite Interactive Стив Фокнер выступил в роли креативного директора проекта

О разработке игры под рабочим названием Deathbriger впервые стало известно в 2007 году. Прототип был профинансирован статутной организацией правительства штата Виктории Film Victoria, которая выделила на него 240 000 австралийских долларов. В первоначальном анонсе сообщалось, что игра будет представлять собой ролевую компьютерную игру с элементами головоломки и затягивающим игровым процессом в духе Puzzle Quest. Было объявлено, что действия игры будут происходить во вселенной Warlords, а сражения между героями будут быстрыми и в реальном времени. Разработчики так же сообщили, что Deathbriger разрабатывается для PC и будет портирована на PlayStation 3, Xbox 360 и Nintendo Wii.
В январе 2009 года стало известно, что за издание Deathbringer взялась японская компания Konami. Издатель представил игру под новым названием Puzzle Chronicles на презентации для прессы в апреле 2009 года. Журналистам сообщили, что она будет выпущена для персональных компьютеров, PlayStation Portable, Nintendo DS, PlayStation Network и Xbox Live. Анонсированная ранее версия для Wii пропала из списка платформ и так и не была выпущена. Некоторые фигурирующие в анонсах названия мест и имена персонажей были изменены в финальной версии. Например, империя Ашарин (англ. Asharin) стала империей Ашурин (англ. Ashurin), а император Ал-Дираг (англ. Al-Dirag) был переименован в Малведора (англ. Malvedor).
Автором геймдизайна игры стал Кэмерон Гоерс. Основатель и президент Infinite Ineractive Стив Фокнер выступил в роли креативного директора проекта. Версии для PlayStation Portable и Nintendo DS вышли 2 февраля 2010 года. 19 февраля того же года вышла демоверсия для PC, а полностью игра была выпущена 21 апреля одновременно с версией для Xbox 360. На PlayStation 3 Puzzle Chronicles вышла 22 апреля 2010 года.

## Отзывы
| Сводный рейтинг       | Сводный рейтинг | Сводный рейтинг | Сводный рейтинг | Сводный рейтинг |
| Издание               | Оценка          | Оценка          | Оценка          | Оценка          |
| Издание               | PC              | PS3             | PSP             | Xbox 360        |
| --------------------- | --------------- | --------------- | --------------- | --------------- |
| GameRankings          | N/A             | N/A             | N/A             | 58,45 %         |
| Metacritic            | N/A             | N/A             | 62/100          | 57/100          |
| Иноязычные издания    |                 |                 |                 |                 |
| Издание               | Оценка          | Оценка          | Оценка          | Оценка          |
| Издание               | PC              | PS3             | PSP             | Xbox 360        |
| GameSpot              | N/A             | N/A             | 5,0/10          | N/A             |
| IGN                   | N/A             | 7,0/10          | N/A             | 7,0/10          |
| OXM                   | N/A             | N/A             | N/A             | 5,5/10          |
| AusGamers             | N/A             | N/A             | N/A             | 7,3/10          |
| Xbox Addict           | N/A             | N/A             | N/A             | 6,6/10          |
| Worth Playing         | N/A             | N/A             | N/A             | 4,0/10          |
| Play                  | N/A             | 70 %            | 61 %            | N/A             |
| PSM — AUS             | N/A             | N/A             | 7,0/10          | N/A             |
| Русскоязычные издания |                 |                 |                 |                 |
| Издание               | Оценка          | Оценка          | Оценка          | Оценка          |
| Издание               | PC              | PS3             | PSP             | Xbox 360        |
| «НИМ»                 | 7,2/10          | N/A             | N/A             | N/A             |
| «Шпиль!»              | 10/12           | N/A             | N/A             | N/A             |

Игра получила смешанные отзывы игровой прессы. Из негативных моментов большинство критиков отметили слабую графику и шаблонный сюжет. По поводу игрового процесса мнения журналистов разделились.
Обозреватель сайта IGN Деймод Хэтфилд в своей рецензии версии для PlayStation и Xbox 360 отметил интересный и затягивающий геймплей, но при этом заявил, что из-за низкобюджетной графики ему было тяжело наслаждаться игрой. В своей статье он написал, что Puzzle Chronicles — хороший пример того насколько визуальная составляющая важна в играх.
Критики Майк Бантик с австралийского сайта AusGamers и Стейси Коуд с Xbox Addict написали версии для Xbox 360 положительные рецензии. Бантик отметил, что несмотря на то, что игра не настолько «отполированная» как Puzzle Quest, она всё ещё обладает затягивающим геймплеем. Коуд назвала Puzzle Chronicles «приятным сюрпризом» и «эволюцией первого храброго шага», которым была Puzzle Quest, совместившая в себе элементы головоломки и ролевой игры. Адам Павлака с сайта Worth Playing, рецензировавший ту же версию игры, дал ей негативный отзыв. По его мнению, основная механика с передвигающимся мечом кажется интересной только «на бумаге», а на практике совершенно не приносит удовлетворения. Он также высказал своё удивление тем, что разработчики выпускают Puzzle Chronicles почти одновременно с другой своей похожей игрой Puzzle Quest 2, создавая тем самым конкуренцию самим себе. Меган Уотт из журнала Official Xbox Magazine раскритиковала многие аспекты игры, включая графику, озвучку персонажей и сюжет, заключив, что в отличие от вышедшей недавно Might & Magic: Clash of Heroes, у Puzzle Chronicles не получилось повторить формулу успеха Puzzle Quest.
Кэролайн Петит с GameSpot, рецензируя версию для PlayStation Portable положительно отозвалась о разнообразии интересных мини-игр, а также отметила, что основная механика сражений иногда становится захватывающей и будет знакома игравшим в Super Puzzle Fighter II Turbo. Тем не менее, она заявила, что проблемы с балансом и простой сюжет мешают получить от игры удовольствие и дойти до концовки, которая, по её мнению, тоже разочаровывающая. Аарон Сируа из Diehard GameFAN в своей рецензии на версию для PSP охарактеризовал игру как «выше среднего» и оставляющую после себя «хорошие вибрации», но при этом не раскрывающую свой потенциал. Обозреватель британского журнала Play Иен Дрансфилд написал, что Puzzle Chronicles может развлечь, но тем не менее она вторична и скучна. Пол Тэйлор в своём обзоре для австралийского PlayStation Official Magazine отметил, что несмотря на то, что анимация сражения важна, она занимает слишком много места на экране, которое можно было бы использовать под игровое поле.
В положительной рецензии на версию игры для PlayStation 3 журнал Play заключил, что Puzzle Chronicles способна заполнить пробел в ожидании полноценного сиквела Puzzle Quest. Положительный отзыв дал игре и Юрий Плешаков из издания «Навигатор игрового мира», обозревавший версию для Microsoft Windows. Он назвал Puzzle Chronicles «улучшенной и дополненной версией оригинального Puzzle Quest», во многом его превосходящей. Плешаков назвал игру более удачной, чем Galactrix и позитивно отозвался о решении разработчиков не базировать в этот раз основную механику на Bejeweled, сравнив новый игровой процесс с Тетрисом. В отличие от многих других критиков он положительно отозвался о графике. Так же положительно Puzzle Chronicles для Windows встретил журнал «Шпиль». Обозреватель издания похвалил подачу сюжета и сложность головоломок, сравнив их с серией Lumines